# Sakebi
Sakebi (internationaal uitgebracht als Retribution) is een Japanse horrorfilm uit 2006 onder regie van Kiyoshi Kurosawa, die het verhaal zelf schreef. De productie ging in première op het Filmfestival Venetië.

## Verhaal
Retribution vangt aan wanneer een onherkenbare man een vrouw in een rode jurk verdrinkt, door haar hoofd onder water te duwen in een poel water. Even later verschijnt rechercheur Noboru Yoshioka (Koji Yakusho) ter plaatse om de moord te onderzoeken. Op de plaats delict vindt hij een knoop die hem bekend voorkomt. Wanneer hij thuis in de kast kijkt blijkt het eenzelfde knoop als die ontbreekt aan zijn eigen jas die hij sinds een jaar heeft. Vanaf dat moment wordt hij bezocht door de geest van een vrouw in een rode jurk (Riona Hazuki) die hem verantwoordelijk stelt voor haar dood.
Hij lijkt zelf een belangrijke verdachte, maar dan vermoordt een arts zijn eigen zoon volgens eenzelfde modus operandi. De man wordt opgepakt en bekent schuld. Niettemin blijft de vrouw in de rode jurk Yoshioka achtervolgen. Toch heeft hij de eerste moord niet gepleegd, blijkt wanneer haar identiteit bekend wordt en de dader gevonden. In de tussentijd verdrinkt een meisje haar vriend thuis in het bad, dat ze gevuld heeft met zout water uit de zee.
Drie moorden, drie bekende daders en toch laat de vrouw in de rode jurk Yoshioka niet met rust. Yoshioka wil Tokio verlaten en stuurt zijn vriendin Harue Nimura (Manami Konishi) vooruit. Hij belooft naar achterna te komen, maar wil eerst de beschuldiging van zijn geestverschijning natrekken. Zij beweert dat Yoshioka haar weliswaar geen lichamelijk geweld heeft aangedaan, maar toch verantwoordelijk is voor haar dood. Jaren geleden op een boottocht heeft hij haar gezien achter het raam van een huis in verval, waar ze zat opgesloten. Hij ondernam vervolgens geen actie, waarna zij jaren opgesloten bleef en er uiteindelijk stierf.
Yoshioka gaat naar het vervallen huis, wat inmiddels een grote puinhoop is. Hij vindt er de overblijfselen van de vrouw. Haar geest staat voor het raam. Ze vertelt hem dankbaar te zijn dat hij toch nog gekomen is en dat ze hem als enige vergeeft. Opgelucht gaat hij naar huis, om erachter te komen dat de geestverschijningen anders dan hij dacht niet ten einde zijn. Gravend in zijn geheugen, komt de waarheid bij hem boven. De dode vrouw is Nimura, die hij jaren geleden tijdens een woede-aanval wurgde. Haar overblijfselen liggen in een zijkamertje. Zij is niet boos op hem, maar vindt het jammer dat hij de waarheid nu weet. Zij was tevreden als geest bij hem te kunnen blijven. Nu hij de waarheid weet, moet ze niettemin alsnog verdwijnen.

## Rolverdeling
- Tsuyoshi Ihara - rechercheur Toru Miyaji
- Jo Odagiri - dr. Takagi
- Ryo Kase - bestuurder van de rivierboot
- Kaoru Okunuki - Miyuki Yabe
- Ikuji Nakamura - Shoichi Sakuma
- Hironobu Nomura - Seiji Onoda

## Kurosawa en Yakusho
Kurosawa regisseerde acteur Yakusho ook in:
- Tokyo sonata (Engelse titel: Tokyo Sonata, 2008)
- Dopperugengâ (Engelse titel: Doppelgänger, 2003)
- Kairo (Engelse titel: Pulse, 2001, niet te verwarren met de gelijknamige Engelstalige remake).
- Korei (Engelse titel: Seance, 2000)
- Karisuma (Engelse titel: Charisma, 1999)
- Ningen gokaku (Engelse titel: License to Live, 1998)
- Kyua (Engelse titel: Cure, 1997)